# Napoleó Orsini Frangipani
Napoleó Orsini (Roma 1263 – Avinyó 24 de març de 1342) fou un Cardenal Romà. La seva carrera eclesiàstica va durar 57 anys, 54 d'ells com a cardenal, i inclogué sis conclaves.
Nascut a Roma, fill de Rinaldo Orsini i Ocilenda, començà la seva carrera eclesiàstica com a canonge dels capítols catedralicis de París i de Reims. Va ascendir ràpidament dins la jerarquia eclesiàstica. El papa Nicolau IV, el nomenà cardenal diaca de Sant'Adriano el maig de 1288.
Quan el 13 de desembre de 1294 el papa Celestí abdicà a Nàpols, fou triat immediatament Benedetto Gaetani per àmplia majoria, però Orsini estava malalt i no pogué participar en les discussions. Benedetto prengué el nom de Bonifaci VIII.
Durant aquest pontificat, Napoleó fou nomenat legat papal al ducat de Spoleto, Ancona i Perugia amb la missió de reconquerir Gubbio que s'havia rebel·lat contra els Estats Pontificis. Bonifaci tingué conflictes amb Felip IV de França, que l'arribà a acusar d'heretgia, i també amb la família Colonna, oponent de la família Orsini a Roma.
No se saben exactament els motius de l'aversió d'Orsini envers Bonifaci VIII. Sembla clar que Orsini era a Anagni durant l'assalt de 1303 al palau pontifici, però les tropes antipapals no van entrar al seu palau, com sí que van fer a les cases dels cardenals partidaris de Bonifaci, i pocs mesos després quan Felip IV procedí a recompensar aquells que l'havien servit bé en els fets d'Anagni, concedí a Orsini una pensió anual de 1000 florins d'or.
Mort el papa al febrer de 1304, Orsini treballà per aconseguir que la política papal arribés a una reconciliació amb la França de Felip el Bell. Al posterior conclave de 1304-1305 reeixí en el seu objectiu d'aconseguir l'elecció de Bertrand de Got, arquebisbe de Bordeus, que prengué el nom de Climent V.
El setembre del 1306, el nou Papa, Climent V, el va nomenar arxipreste de la basílica de Sant Pere de Roma.
Mort Climent V al 1314, s'obrí un dificilíssim conclave en el qual s'hi va implicar de forma molt directa la família reial de França. El conclave elegí finalment el cardenal Jacques Duèze el 7 d'agost de 1316, que fou coronat a la catedral de Saint Etienne a Lió el dia 5 de setembre de 1316 i prengué el nom de Joan XXII.
Immediatament després de l'elecció, Napoleó aconseguí beneficis del nou papa per als seu cosins Paul de Comite i Peter de Comite.
També participà al conclave de 1334, que seguí a la mort del papa Joan XXII. El conclave va començar el 13 de desembre de 1334 al palau d'Avinyó amb la presència de vint-i-quatre cardenals. El vespre del 20 de desembre de 1334, fou escollit cardenal Jacques Fournier, que va adoptar el nom de Benet XII i fou coronat el 8 de gener de 1335 a l'església dels dominics d'Avinyó.
Orsini feu testament a Avinyó el 13 d'abril de 1337 i el revisà el 13 de febrer de 1341. Morí a Avinyó el 24 de març de 1342, a l'edat de setanta-nou anys, només un mes abans de la mort del papa Benet XII.